# マリー・ド・ブラバン
マリー・ド・ブラバン（Marie de Brabant, 1254年5月13日 - 1321年1月10日）は、フランス王フィリップ3世の2番目の王妃。父はブラバント公アンリ3世、母はブルゴーニュ公ユーグ4世の娘アデライード。

## 生涯
1274年8月21日、最初の王妃イザベル・ダラゴンと4年前に死別したフィリップ3世と結婚した。その際に、父方のブラバント家、母方のブルゴーニュ家の関係者が従い、宮廷内で派閥を形成し、王の寵臣であったピエール・ド・ラ・ブロスと対立した。最終的にピエール・ド・ラ・ブロスは王妃派により逮捕、処刑された。
フィリップ3世との間には1男2女が生まれた。
- ルイ（1276年 - 1319年）　エヴルー伯。エヴルー家の祖。
- ブランシュ（1278年 - 1305年）　オーストリア公ルドルフ3世と結婚
- マルグリット（1282年 - 1317年）　イングランド王エドワード1世の2番目の王妃。

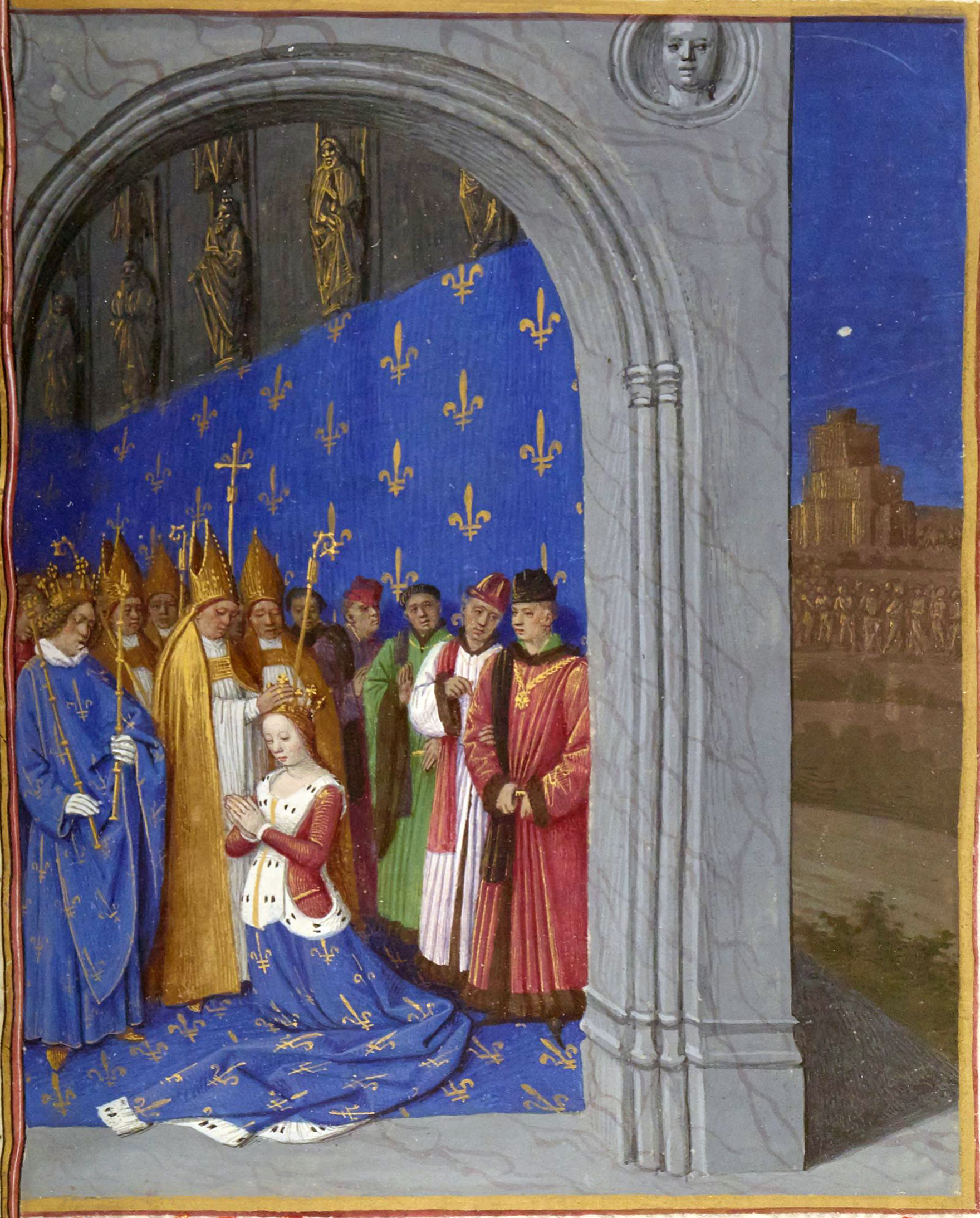
マリー・ド・ブラバンの戴冠
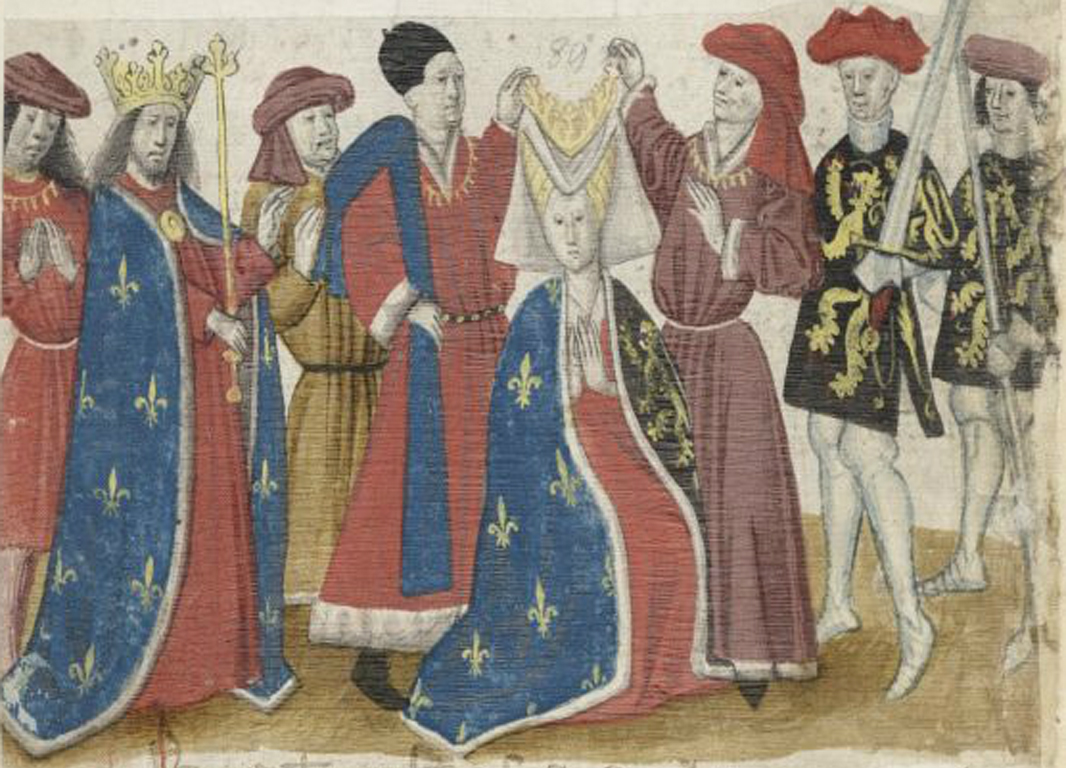
マリー・ド・ブラバンの戴冠